# Raza dinárica

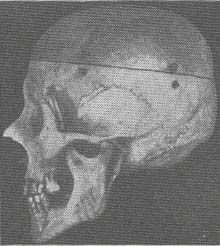
Una ilustración que muestra un «cráneo dinárico» del libro Elementos Raciales de la Historia Europea de Hans F. K. Günther, 1927.

Raza dinárica, también conocida como raza adriática, fue el término utilizado por ciertos antropólogos físicos  durante el siglo XIX y la primera parte del siglo XX para describir el fenotipo predominante percibido de los grupos étnicos contemporáneos del sudeste de Europa (un subtipo de raza caucasoide). 

## Historia y fisonomía
El concepto de una raza dinárica lo originó Joseph Deniker a fines del siglo XIX, pero se asoció más estrechamente con los escritos de Carleton S. Coon y el eugenista nacionalsocialista Hans F. K. Günther. El término se deriva de los Alpes Dináricos (la parte occidental del sudeste de Europa), que se consideraba el hábitat principal de la raza. 

Según Jan Czekanowski, la raza dinárica es un tipo mixto que consiste en la raza nórdica y la raza mediterránea, lo que demuestra mediante investigación antropológica que involucra datos geográficos, índice cefálico y rasgos raciales característicos. Afirma: 
«El tipo Dinárico se caracteriza por una piel bastante clara, cabello oscuro de marrón oscuro a rubio oscuro y una amplia gama de color de ojos; estatura alta, cráneo braquicéfalo, cara larga, nariz muy estrecha y prominente, a veces aguileña; esbelta tipo de cuerpo y pies muy grandes».[cita requerida]
Las características se definieron como muy altas, en su mayoría de constitución corporal mesomorfa, con piernas relativamente largas y tronco corto y un brazo largo. Se decía que la anatomía general de la cabeza era de braquicefálica a hiperbraquicefálica (índice craneal: 81-86), es decir, una combinación de gran amplitud de la cabeza y longitud media del neurocráneo, cuya parte posterior a menudo está algo aplanada (planoccipital). 

 El tipo se ha descrito de la siguiente manera: 
 La altura vertical del cráneo es alta. Los ojos se colocan relativamente cerca y el tejido circundante los define como abiertos. El iris es a menudo marrón, con un porcentaje significativo de pigmentación ligera en la población dinárica. La nariz es grande, estrecha y convexa. La cara es larga y ortognática, con un mentón prominente y también ancha. La forma de la frente es variable, pero no rara vez es bulbosa. El pelo color es generalmente de color marrón oscuro, con individuos de pelo negro y rubio en minoría, siendo la característica de la más de Europa Central, morfológicamente similares raza nórdica (una raza intermedia entre nórdica y razas dináricas). La piel carece del color rosado característico del norte de Europa, así como de la pigmentación relativamente morena característica del sur de Europa y en un plano geográfico es de pigmentación media y, a menudo, es variable.[cita requerida] 

## Origen y distribución

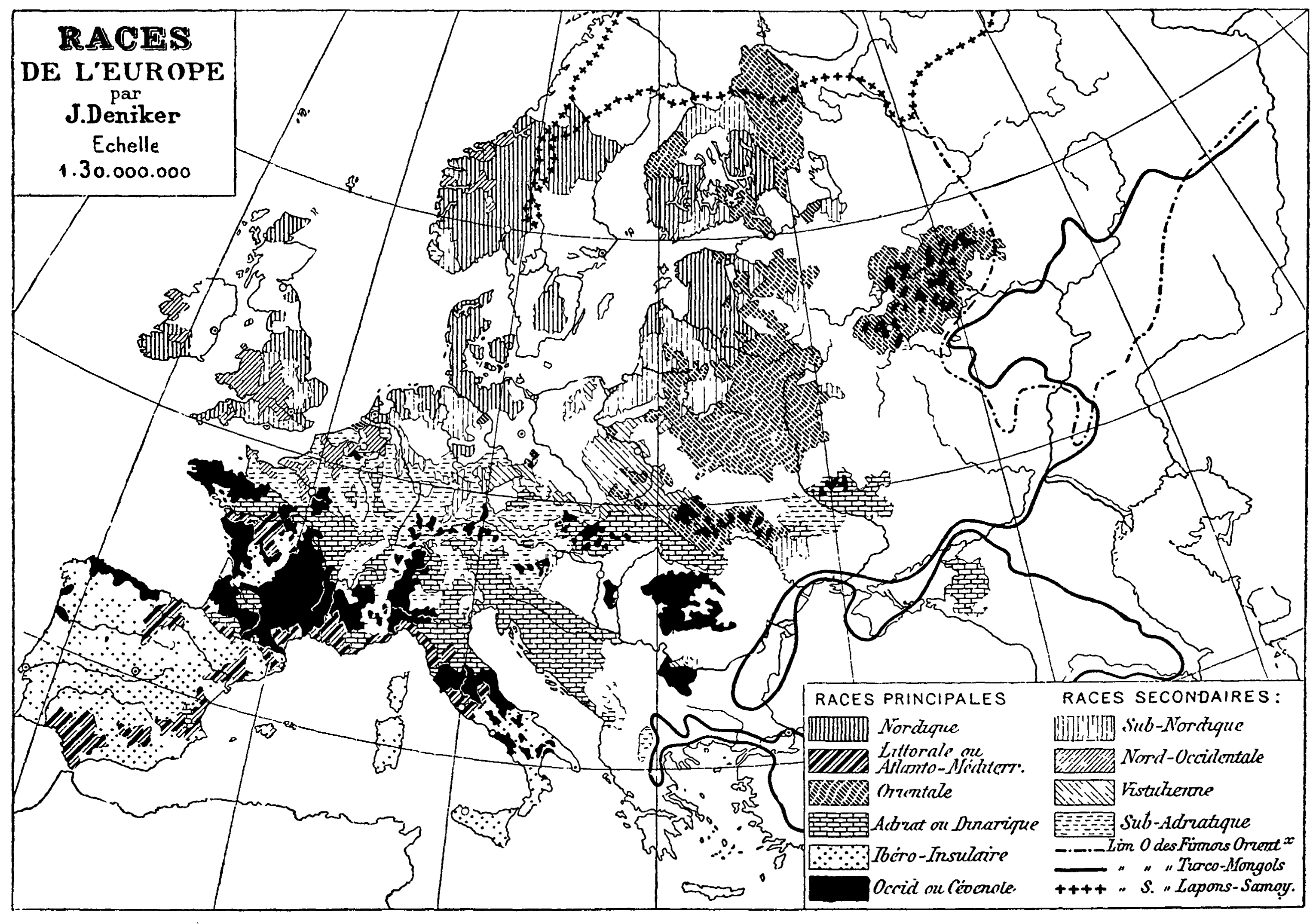
El mapa de Joseph Deniker de Razas europeas (1899) identificó a los «dináricos» como el grupo dominante en partes de Europa central, el norte de Italia y los Balcanes del Noroeste.

Se avanzaron varias teorías con respecto a la génesis de la raza dinárica. La mayoría de los investigadores coincidieron en que esta raza era autóctona a su hábitat actual desde el período neolítico. Tanto Günther como Coon afirmaron que los habitantes de Bell-Beaker de la Edad del Bronce europea eran al menos parcialmente dinares. 
Coon también argumentó, sin embargo, en The Origin of Races (1962), que la dinárica y algunas otras categorías «no son razas, sino simplemente las expresiones visibles de la variabilidad genética de los grupos que se casan entre sí»". 
Se refirió a la creación de este fenotipo distintivo a partir de la mezcla de grupos separados anteriores como "dinarización". En su opinión, los dináricos eran un tipo específico que surgió de antiguas mezclas de la raza mediterránea y la raza alpina. 
Según el modelo dinárico, los dináricos se encontraban principalmente en las zonas montañosas del sudeste de Europa: Albania, Kosovo, Montenegro, Bosnia y Herzegovina, Croacia, Serbia, Eslovenia, Austria, parte del noroeste de Bulgaria y el noroeste de Macedonia del Norte. El norte y el este de Italia se consideraban principalmente un área de dináricos, así como el oeste de Grecia, Rumania, el oeste de Ucrania, el sur de Polonia,  las zonas de habla habla alemana del sudeste y partes del sudeste de Francia.[cita requerida]

## Subtipo «nórico»
La raza nórica (en alemán: Norische Rasse) fue una categoría racial propuesta por el antropólogo Victor Lebzelter. Se suponía que la «raza nórica» era un subtipo de la raza dinarica más nórdica en apariencia que los pueblos dináricos estándar. El término deriva de Noricum, una provincia del Imperio Romano más o menos equivalente al sur de Austria y el norte de Eslovenia. El término no debe confundirse con el nórdico. 
Los nóricos se caracterizaron por una estatura alta, braquicefalia, convexidad nasal, cara larga y frente ancha. Se decía que su tez era clara, y que el rubio combinada con ojos claros era su característica antropológica.